# اسمیتویل (تنسی)
اسمیتویل(به انگلیسی: Smithville) شهری در ایالت تنسی کشور ایالات متحده آمریکا است که جمعیت آن در سرشماری سال ۲۰۱۰ میلادی، ۴٬۵۳۰ نفر بوده‌است.

## نگارخانه

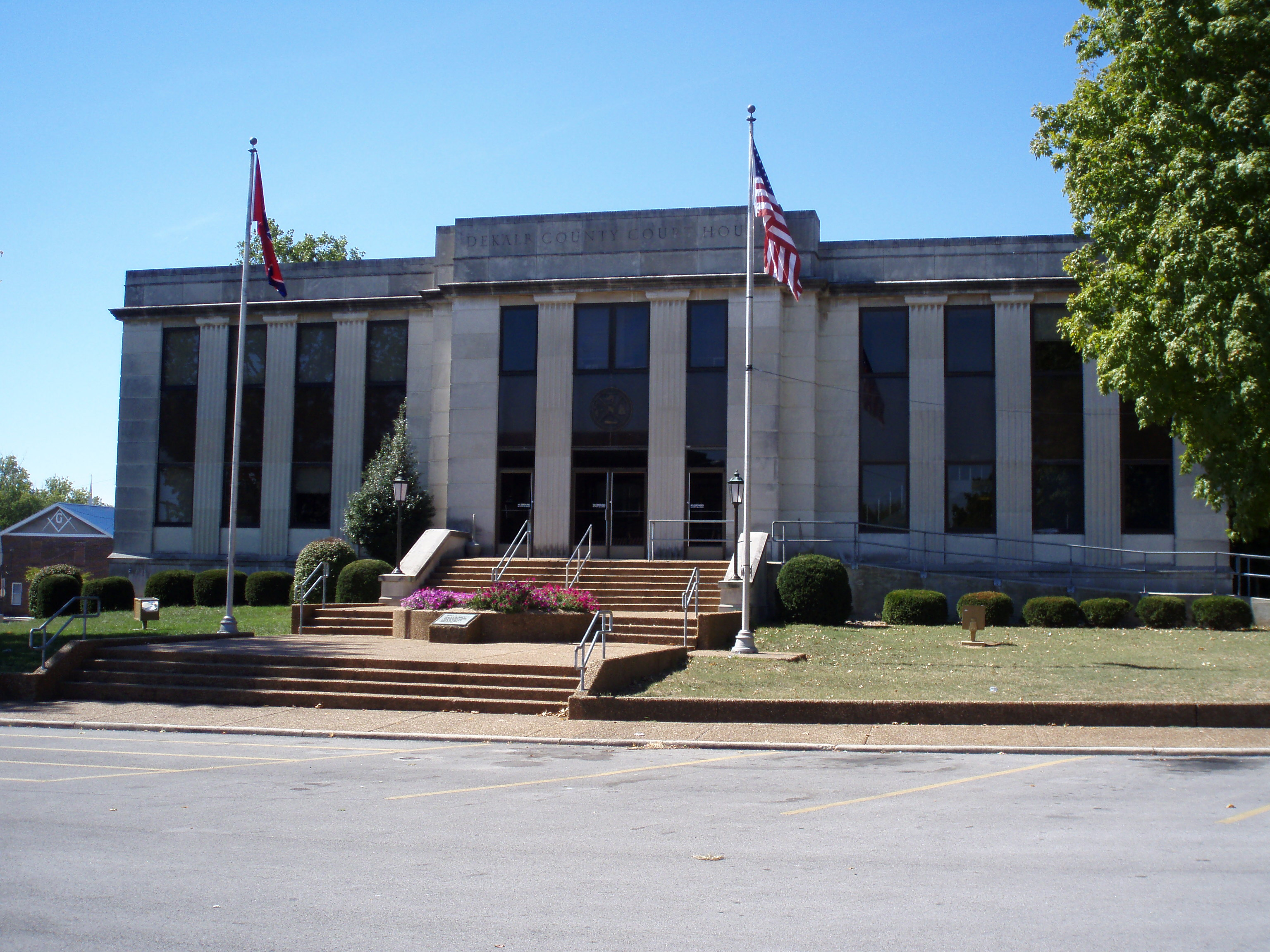
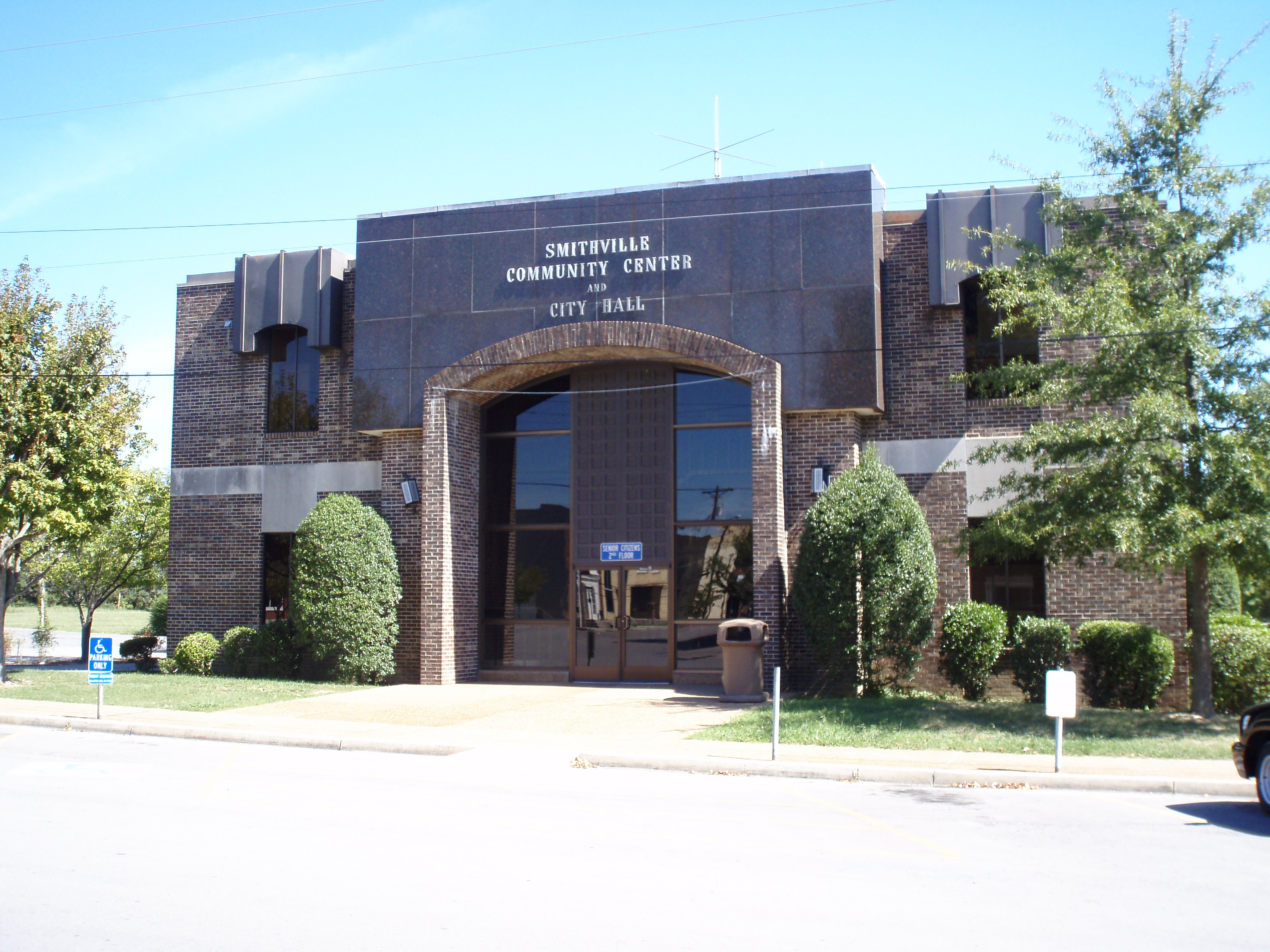